# Кауппа

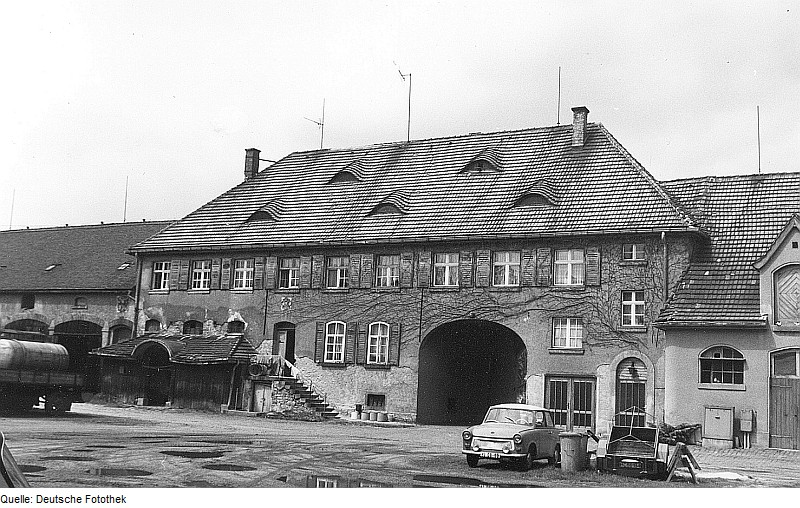

Ка́уппа или Ку́пой (нем. Kauppa; в.-луж. Kupojо файле) — деревня в Верхней Лужице, Германия. Входит в состав коммуны Гросдубрау района Баутцен в земле Саксония. Подчиняется административному округу Дрезден.

## География
Находится примерно в 14 километрах севернее от города Баутцен в южной части биосферного заповедника «Пустоши и озёра Верхней Лужицы». Располагается между искусственными озёрами: на востоке — озеро Кляйнер-Крахентайх, на юге — озеро Тронтайх, на юго-западе — озеро Куповы-Гат (серболужицкое наименование) и на западе — озеро Новы-Гат (серболужицкое наименование). Через деревню проходит автомобильная дорога K7216.
Соседние населённые пункты: на востоке — деревня Коморов и на северо-западе — деревня Ятшоб.

## История
Впервые упоминается в 1400 году под наименованием Kupe.
С 1936 по 1994 года входила в коммуну Коммерау. С 1994 года входит в современную коммуну Гросдубрау.
В настоящее время деревня входит в состав культурно-территориальной автономии «Лужицкая поселенческая область», на территории которой действуют законодательные акты земель Саксонии и Бранденбурга, содействующие сохранению лужицких языков и культуры лужичан.
Исторические немецкие наименования
- Kupe, 1400
- Kawpen, 1417
- Kaupe, 1423
- Kaupe, 1543
- Kauppa, 1658

## Население
Официальным языком в населённом пункте, помимо немецкого, является также верхнелужицкий язык.
Согласно статистическому сочинению «Dodawki k statisticy a etnografiji łužickich Serbow» Арношта Муки в 1884 году в деревне проживало 285 человек (из них — 257 серболужичан (90 %)).
| 1834 | 1871 | 1890 | 1910 | 1925 |
| ---- | ---- | ---- | ---- | ---- |
| 107  | 119  | 78   | 253  | 255  |